# كميان (مقاطعة تشرام)
كميان (بالفارسية: کمیان) هي قرية تقع في قسم سرفارياب الريفي (مقاطعة تشرام) في إيران. يقدر عدد سكانها بـ 11 نسمة بحسب إحصاء 2016.